# Fritz Burren
Fritz Burren, né le 14 juillet 1860 à Köniz (originaire de Berne et de Rüeggisberg) et mort le 16 mars 1927 à Berne, est un journaliste et une personnalité politique suisse, membre du parti conservateur protestant.
Il siège au Conseil-exécutif du canton de Berne, à la tête du département de  l'assistance publique et des cultes, de 1908 à 1927 et au Conseil national de 1914 à 1926.

## Biographie

### Origines et famille
Fritz Burren naît le 14 juillet 1860 à Mittelhäusern (de), localité de la commune de Köniz, dans le canton de Berne. Il est originaire de Berne et de Rüeggisberg, dans le même canton.
Il est le fils de Fritz Burren, agriculteur, et de Marianne Mosimann.
Il se marie avec Berta Traschel, fille de Friedrich, agriculteur.

### Études et parcours professionnel
Après l'école normale protestante du Muristalden à Berne (1875-1878), Fritz Burren enseigne à Köniz de 1878 à 1880, puis séjourne en Suisse romande. Il est maître, puis directeur au Muristalden de 1880 à 1883.
Il est par ailleurs rédacteur aux Emmentaler Nachrichten (de) de 1884 à 1889, puis rédacteur en chef du Berner Tagblatt jusqu'en 1908.

### Mort
Il meurt le 16 mars 1927 à Berne, à l'âge de 66 ans.

## Parcours politique

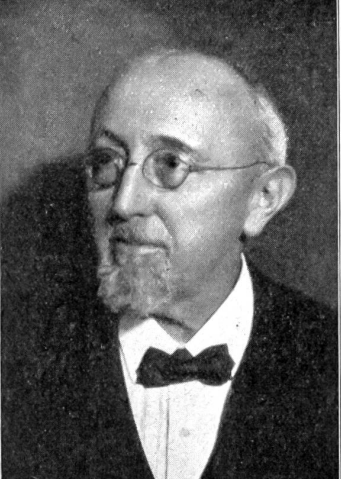
Portrait de 1927.

Fritz Burren siège au Conseil de ville de Berne (législatif) de 1900 à 1908 et au Grand Conseil du canton de Berne de 1904 à 1908.
Il est membre du Conseil-exécutif du canton de Berne de 1908 à 1927, où il dirige le département de l'assistance publique et des cultes.
Il siège au Conseil national du 7 décembre 1914 au 10 octobre 1926. Il y est d'abord l'unique  représentant de la minorité conservatrice de son canton. Leader, avec Ulrich Dürrenmatt, du parti conservateur protestant bernois (Volkspartei), il préconise la fusion, après 1918, avec le Parti des paysans, artisans et bourgeois récemment fondé.

### Profil politique
Friedrich Bürren incarne le conservatisme protestant des années 1880. D'un profond sentiment religieux (piétiste), il s'intéresse surtout à la politique sociale. Les points forts de son activité parlementaire sont les réformes de l'assistance publique, la création d'une assurance-vieillesse et survivants et d'une assurance maladie et accidents, ainsi que la loi fédérale sur les fabriques.